# الجزيرة الشمالية (نيوزيلندا)

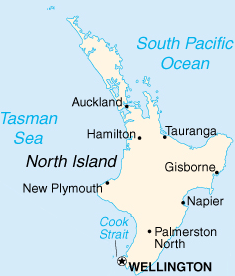
الجزيرة الشمالية

الجزيرة الشمالية وبال(ماوري) أو تي إيكا-آ-ماوي  (بالإنجليزية: North Island)‏ هي واحدة من جزيرتين رئيسيتين من نيوزيلندا، ويفصلها عن الجزيرة الجنوبية -الأكبر قليلا ولكن الأقل كثافة سكانية- مضيق كوك. تبلغ مساحة الجزيرة 113,729 كيلومترا مربعا (43,911 ميل مربع)، ما يجعلها الجزيرة ال 14 الأكبر في العالم. ويبلغ عدد سكانها 3,596,200 نسمة (حزيران / يونيو 2016).
وتقع اثنتا عشرة منطقة حضرية رئيسية (نصفها رسميا مدن) في الجزيرة الشمالية هي من الشمال إلى الجنوب وانغاري، أوكلاند، هاميلتون، تاورانجا، روتوروا، جيسبورن، نيو بليموث، نابيير، هاستينجس، وانجانوي، بالمرستون الشمالية، ويلينغتون العاصمة، وتقع في أقصى جنوب غرب الجزيرة. يعيش حوالي 77٪ من سكان نيوزيلندا في الجزيرة الشمالية.

## التسمية (الأساطير الماورية)
وفقا لأساطير لشعب الماوري نشأت جزيرتا نيوزيلندا الشمالية والجنوبية من خلال أعمال ديميغود ماوي. كان ماوي وإخوته يصيدون من زورقهم (الجزيرة الجنوبية) عندما اصطادوا سمكة كبيرة وسحبوها من البحر. في حين انه لم يكن يبحث إخوته قاتلوا على الأسماك وقطعها. وأصبحت هذه الأسماك العظيمة الجزيرة الشمالية، وبالتالي فإن اسم الماوري للجزيرة الشمالية هو تي إيكا-آ- ماوي (أسماك ماوي). ويعتقد أن الجبال والوديان قد تشكلت نتيجة اختراق سواطير إخوة ماوي في الأسماك. حتى أوائل القرن 20 كان اسم ماوري بديلا للجزيرة الشمالية أوتاروا. في الاستخدام الحالي أوتاروا هو اسم جماعي لنيوزيلندا ككل.

## الاقتصاد
قدر الناتج المحلي الإجمالي دون الوطني للجزيرة الشمالية بمبلغ 184.955 بليون دولار أمريكي في عام 2015، أي 76.7 في المئة من الناتج المحلي الإجمالي الوطني في نيوزيلندا.

## النظام البيئي
تنقسم الجزيرة الشمالية إلى منطقتين إيكولوجيتين ضمن النطاق العرضية المعتدلة والغابات المختلطة حيوم، والجزء الشمالي لأنها نورثلاند الغابات المعتدلة كوري، والجزء الجنوبي لكونها الغابات المعتدلة الجزيرة الشمالية. للجزيرة مجموعة واسعة من النباتات و الطيور، مع العديد من الحدائق الوطنية وغيرها من المناطق المحمية.

## التقسيم الجغرافي

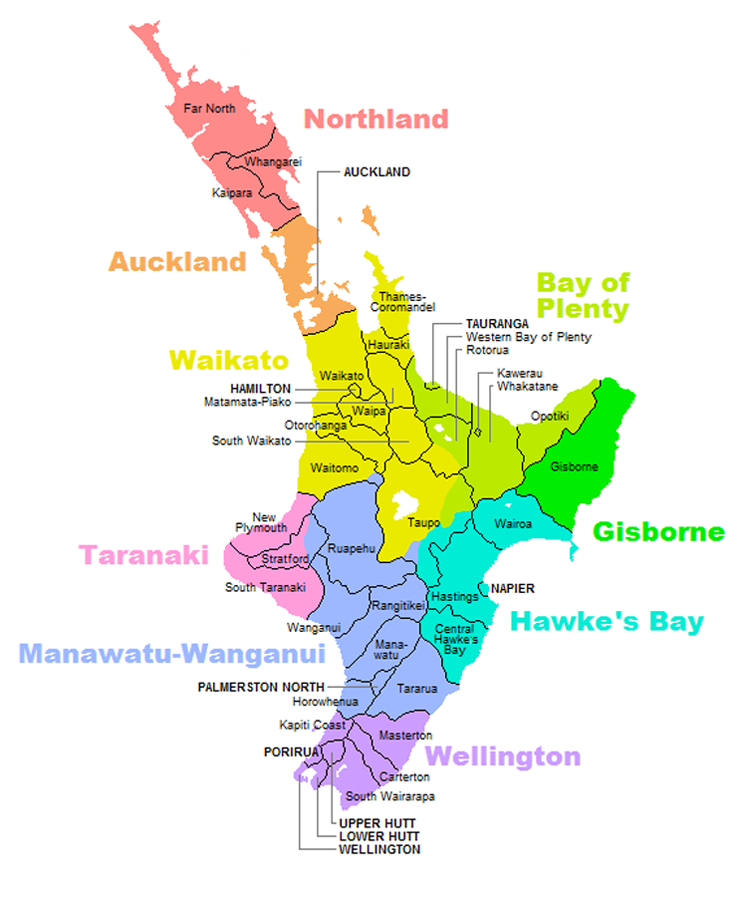
التقسيم الإقليمي في الجزيرة الشمالية

وتغطي تسعة مناطق حكومية محلية الجزيرة الشمالية وجميع الجزر المجاورة والمياه الإقليمية.
- نورثلاند (أرض الشمال)
- أوكلاند
- وايكاتو
- خليج بلنتي
- جيسبورن
- تاراناكي
- ماناواتو-وانجانوي
- خليج هوكس
- ويلينغتون

## التضاريس الجغرافية

### الخلجان والخصائص الساحلية
- خليج بلنتي
- الخليج هوراكي
- خليج هوك
- الشاطئ نينتي ميل

### البحيرات والأنهار
- بحيرة تابو
- نهر وايكاتو

### الرؤوس الساحلية وشبه جزر
- شبه جزيرة كورومانديل
- شبه جزيرة نورثلاند (أرض الشمال)
- الرأس الساحلي باليسر
- الرأس الساحلي راينغا
- الرأس الساحلي الشرقي

### الغابات والمنتزهات الوطنية
- المنتزه الوطني تونغاريرو
- غابة وايبوا

### البراكين
- جبل البركاني روابيهو
- جبل البركاني تاراناكي
- الهضبة البركانية للجزيرة الشمالية

### مسميات أخرى
- كهوف وايتومو
- التل توماتا